# حجر الابیض
حجر الابیض (به عربی: حجر الأبیض) یک روستا در سوریه است که در استان حمص واقع شده‌است. حجر الابیض ۳۵۱ نفر جمعیت دارد.